# ERYX反坦克導彈
ERYX是一款由欧洲跨國企業馬特拉英國航太動力 MBDA公司所生產的第3代反坦克導彈，使用了MBDA導彈系統（MBDA Missile Systems）。是一款用於短程攻擊，方便攜帶的半自動被動瞄準的反坦克導彈。目前獲得多個國家採用，包括加拿大陸軍、法國陸軍與挪威皇家陸軍。
儘管ERYX是反坦克武器，但也可用於對付地堡、碉堡以及步兵戰車等地面載具。由於其導線制導系統的特性，它也可以在防空戰當中擊落低空飛行的直升機。
1989年，法國與加拿大政府達成協議，共同生產ERYX導彈系統。它在1994年時投入服役。
ERYX名字取名字肯尼亞沙蟒的其中一種屬類。

## 研發

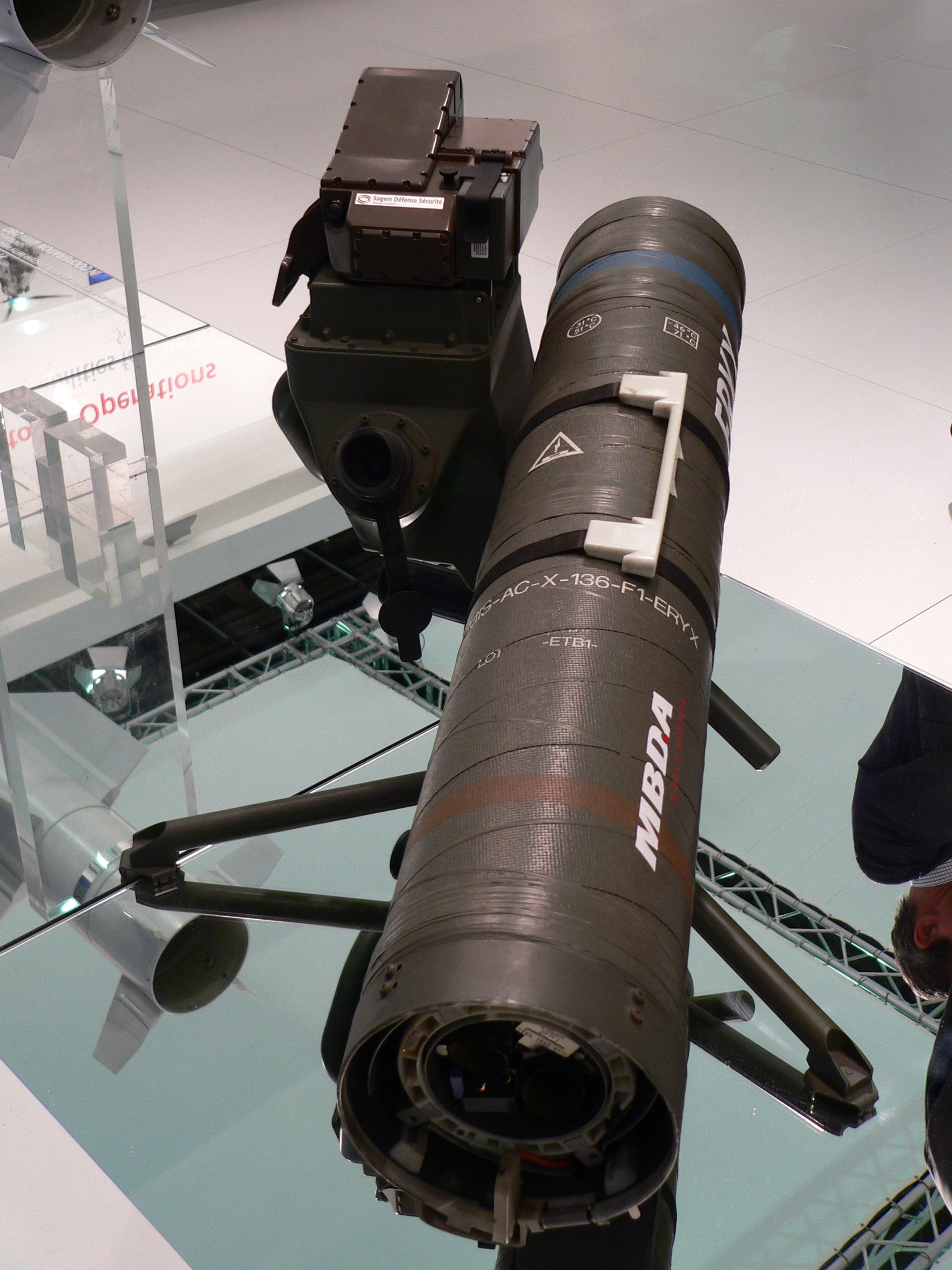
ERYX的發射器及瞄準具頂部。

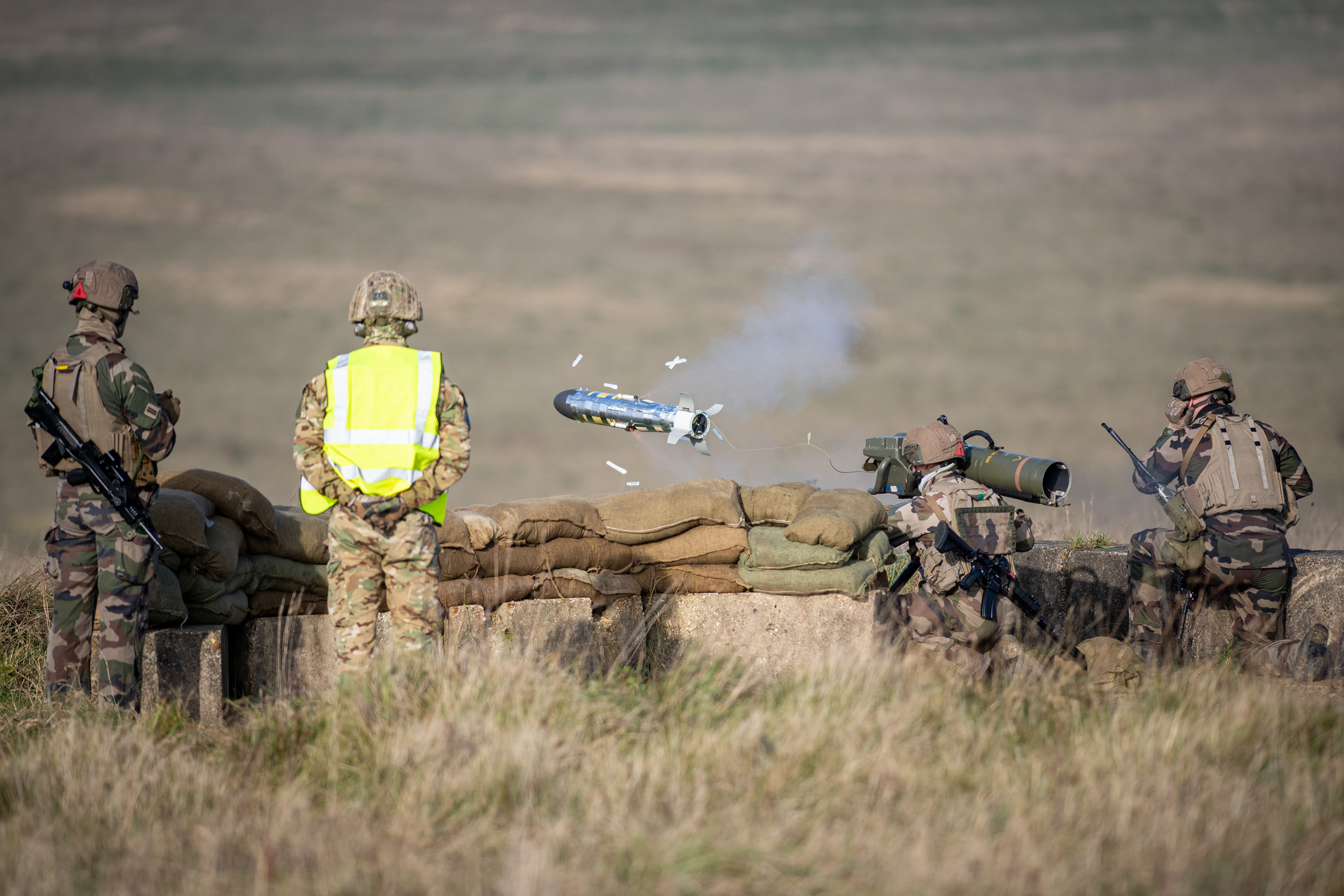
法軍士兵發射ERYX反戰車飛彈。

1970年代後期，法國國防部開始了ERYX這一計劃，用以取代當時在法國陸軍服役的短程Luchaire LRAC F1 STRIM 89毫米火箭發射器。其要求是一款具有成本效益的反坦克武器，可在600公尺的最大射程範圍以內擊破任何目前已知或未來的主戰坦克，並且在任何氣候、包括在強風以下，都有着相當的準確性。法國國防和航空航天工業公司法國宇航認為，從實際角度來看，要設計出能夠滿足嚴格要求的非制導反坦克火箭彈是不可能的事。法國宇航所提供的武器系統是一款迷你短距離導線制導式反坦克導彈，ACCP（法語：Anti Char Courte Portée），翻譯過來之意為短程反坦克武器系統。1982年，第一具原型機交付給法國國防部進行測試。擊發裝置的概念機採用了米蘭反坦克飛彈的追踪及制導系統的縮小型版本，但從現場條件的測試當中發現，這從技術和成本的角度而言都是不切實際的事。
1989年，法國和加拿大簽署了一項成立合資企業的協定，共同生產ERYX反坦克導彈。聯信航空加拿大公司亦已經研發了用於ERYX的擊發裝置以上的米拉貝爾熱成像儀。加拿大的工業，包括Simtran和Solartron Systems，還生產了ERYX交互式槍砲手模擬器（ERYX Interactive Gunnery Simulator，缩寫：EVIGS）和ERYX精準槍砲手模擬器（ERYX Precision Gunnery Simulator，缩寫：EPGS）。

### 增強型ERYX
MBDA兩度接觸加拿大政府，第一次是在2005年，另一次是在2006年，提議研發ERYX的改進型版本，它將改進射程、瞄準具和反裝甲能力，用作延長ERYX使用壽命的一種方式。可加拿大政府並無選擇參與改進計劃，因為它已不符合加拿大軍隊的新要求，並且與正在進行的取代計劃相互衝突。2007年，MBDA為研發增強型ERYX系統提供資金。新系統具有全新的非冷卻熱成瞄準具，採用了輻射熱傳感器。MBDA聲稱新型瞄準具更為寧靜、減輕了重量、延長了電池壽命，並可提供比導彈自身的最大射程更大的探測範圍。增強型ERYX亦包括一套全新的訓練模擬器。2009年10月，該系統曾向為潛在的中东客戶進行了示範。

## 描述
ERYX利用位於尾部而功率極低的短燃火箭發動機將導彈從發射管中彈出。擊發用发动机在離開導彈容器之前燒完，以保護砲手不反被灼傷。導彈在慣性下滑翔一段安全距離以後，主力自持发动机就會點燃並燃燒起來，直到撞擊目標或是達到其最大射程的600公尺。主力火箭發動機位於中間，側面有着兩具噴氣口（例如類似的美製BGM-71「拖」式反坦克導彈）。與大多數導線式反坦克導彈不同在於，ERYX在最大射程以下是以大約240米／秒（864千米／小时）的相對低速推進。導彈在飛行途中是由位於彈身中間的兩枚翼片所制導，而它亦會對主火箭發動機的推力起了作用。随着導彈緩慢地旋轉，發射組件會對兩枚翼片當中其中一枚發出信號、以指令進行校正，以改變彈載發動機的推力。例如，如果導彈必須向左移動，那麼右側推力矢量翼片將會在正確的時間啟動。此外，軟發射能力——導彈在離開了發射器以後才點燃其发动机——可讓ERYX從狹窄的空間（例如建筑物）裡發射出去，而這可是城鎮戰當中所必需的；另一個好處是不會產生大規模的發射特徵，並繼而將ERYX的射手的位置暴露於敵軍的反擊火力風險以下。法國宇航聲稱，這種“軟發射”功能使ERYX反坦克小隊能夠有效地於城鎮反坦克戰中發揮出來。
ERYX反坦克導彈採用了瞄准线半自动指令制導系統，發射器跟踪着導彈後部的光源，並將其位置與發射器十字準線的中心進行比較，並且藉由尾隨的制導導線發送校正信號。該導彈藉由位於後部所裝上的信標作為光源，以特殊的編碼速率作出脈動或閃爍，而速率則是由位於擊發裝置以上的ERYX跟踪裝置所識別，以增加其抗干擾能力。與大多數採用瞄准线半自动指令制導的導線制導式導彈，並因而需要一具複雜得可在導彈發射以後的微秒以內必須從寬闊視角變焦到狹窄視圖（例如米蘭反坦克飛彈）的光學跟踪器組件不同在於，ERYX採用一具可在紅外光譜中操作的感光耦合元件（CCD）陣列，以及在導彈的飛行期間帶有自動切換能力的二重視場（分為狹窄視野和寬闊視野）。法國宇航再度聲稱，這款獨特而且簡化的瞄准线半自动指令跟踪系統提供了一種更具成本效益的解決方案，並使得ERYX能夠高度抵抗誘餌或干擾以及敵人的其他反制手段。
導彈採用了串聯锥形装药式高爆反坦克彈頭：即導彈以內裝上了彈體前部的小直径彈頭和後部較大的主彈頭，用以擊破至今安裝在眾多装甲车以上的爆炸反應裝甲。將主彈頭定位於在導彈彈體的後部提供了正確的支撐，以獲得ERYX彈頭的最佳效果，而無需複雜的可折疊式彈尖探測器（例如BGM-71「拖」式反坦克導彈），而這亦是目前大多數反坦克導彈的標準配置。這種簡單的解決方案可使該導彈的成本比其他反坦克導彈要低得明顯，而且可以大量生產設計緊湊的導彈。

## MBDA與土耳其之間的爭議
1998年，土耳其政府與MBDA簽訂合同，取代土耳其军队老化的3.5英寸火箭發射器和RPG-7。這筆交易價值大約為4.04億欧元，並將會在土耳其特許生產的1,600具ERYX發射器，與20,000枚導彈。但當土耳其軍隊聲稱該導彈未能達到72％命中率的準確度要求（即這一說法被MBDA“非正式地”拒絕）以後，該計劃遇到了挫折。表現不佳是由於技術上的困難，後來由MBDA所修正。2004年，土耳其國防工業部（SSM）取消了合同，理由是MBDA未能及時履行協議條款，MBDA亦被列入土耳其黑名單當中。而MBDA反過來表示，那個取消原因只是土耳其的一個藉口，而且他倆根本不再需要該系統。這可能是由於土耳其軍隊在2004年決定解散四個陸軍旅，並且縮小剩餘部隊的規模，繼而減少對新型反裝甲系統的需求。根據MBDA所言，ERYX仍被土耳其軍隊使用。黑名單歸因於法國的大規模惡化。根據土耳其國防工業部副部長的報告，MBDA和土耳其簽署了一份諒解備忘錄，以獲得632具ERYX發射器，3,920枚導彈和其改裝系統，總值為4.04億歐元。

## 服役於實戰中
自1994年開始生產以來，ERYX仍未經歷過在實戰當中的測試，直到2008年。雖然並無顯著的經驗，但ERYX已經在阿富汗和聯合國維持和平行動當中進行過部署。加拿大軍隊已經將ERYX部署到阿富汗，但除了米拉貝爾熱成像儀以外，ERYX反坦克導彈從未用於實際行動。2010年，法國軍隊在阿富汗作戰的视频證明，ERYX目前正在阿富汗使用。2013年初，法國軍隊在马里開展行動時使用了ERYX。

## 使用國

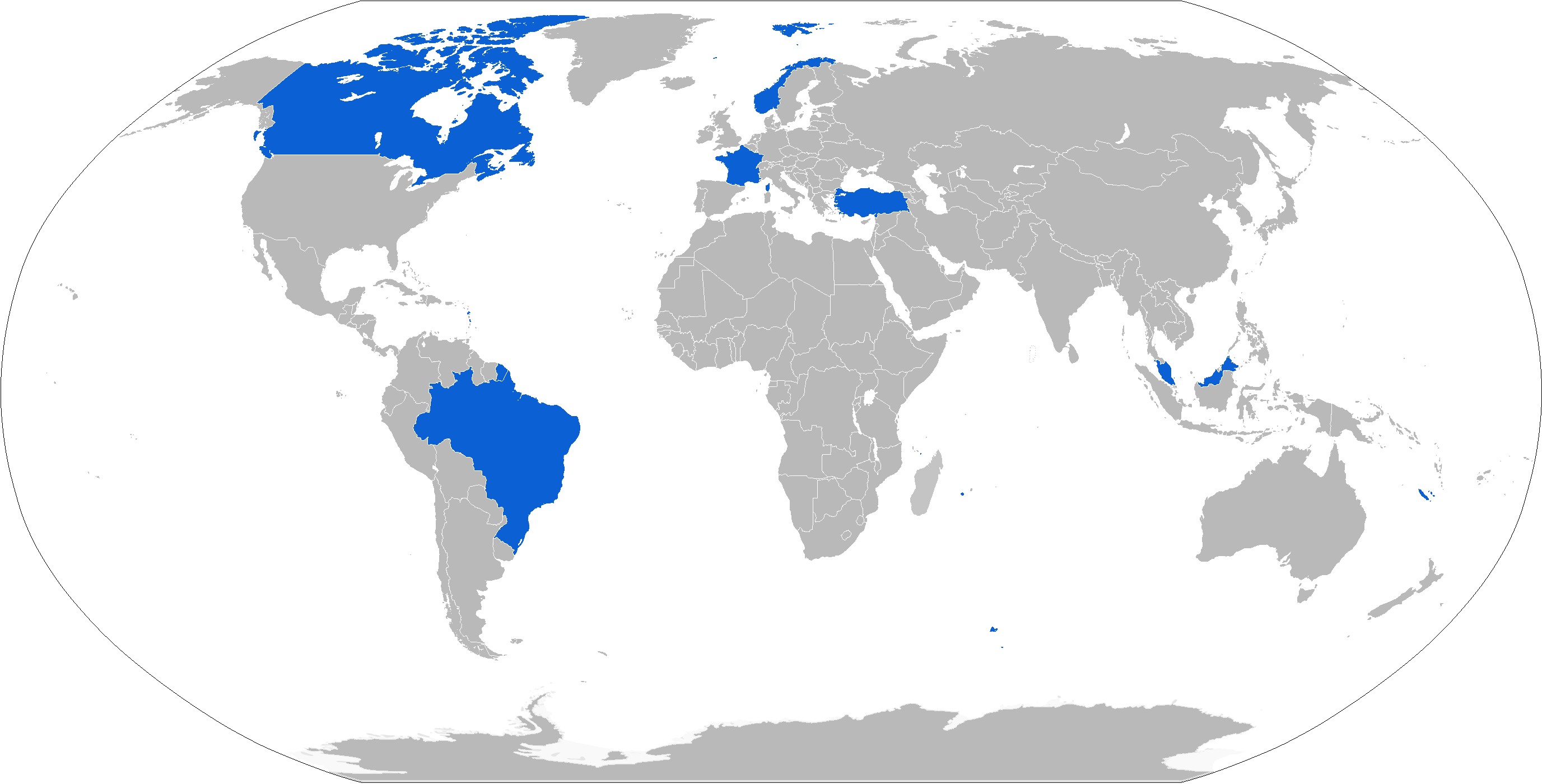
藍色為ERYX的使用國。

### 現在的使用國
巴西
 法國
 马来西亚
- 僅在第10傘兵旅當中服役。

 挪威
 土耳其
- 由機械與化學工業有限公司特許生產。

### 過去的使用國
加拿大
- 加拿大陸軍：435具發射器和4,500枚導彈。到2016年退役。

## 資料來源
1. ↑  . 加拿大國防部.   [2018-10-21]. （原始内容存档于2011-06-10）.
2. ↑  Robert Furlong. . Armada International (Armada International AG). 1990-04-01  [2018-10-21]. ISSN 0252-9793. （原始内容存档于2012-10-16）.
3. ↑  Fritz, B. . 國際防務評論（英语：Jane's International Defence Review） (詹氏資訊集團). July 1982: 68. ISSN 0020-6512.
4. ↑  . Federation of American scientists. （原始内容存档于2010-02-12）.
5. ↑  . Army-Technology. （原始内容存档于2005-11-25）.
6. 1 2  David Pugliese. . Ottawa Citizen. 2009-12-14  [2018-08-29]. （原始内容存档于2018-08-29）.
7. ↑   (新闻稿). MBDA. 2009-11-16.[永久]
8. 1 2 3  Nicholas, Nick. . Combat Weapons (Omega Group Ltd.). Fall 1985: 53. ISSN 1052-5076.
9. 1 2 3  Kemal, Lale. . 週日的扎曼（英语：Today's Zaman）. 2009-09-06  [2018-10-21]. （原始内容存档于2011-07-28）.
10. ↑  Enginsoy, Umit; Ege Bekdil, Burak. . 2009-10-26.[]
11. ↑  . Undersecretariat for Defense Industries: 74.   [20 June 2010]. （原始内容 (pdf)存档于2012-03-02） （土耳其语）.
12. ↑  YouTube上的Armée Française / French 35th and 126th infantry regiment fighting against talibans in Afghanistan see 4:20-5:40 minutes.
13. ↑  Janes Defense Weekly Vol.50, Issue 10, p 19
14. ↑  The World Defence Almanac 2005 page 314 ISSN 0722-3226
15. ↑  .   [2018-10-21]. （原始内容存档于2016-03-05）.
16. ↑  . 回聲報. 16 June 1993  [2018-10-21]. （原始内容存档于2018-08-29） （法语）.
17. ↑  Boutilier, Misha; Pasandideh, Shahryar. . opencanada.org（英语：Canadian International Council）. July 13, 2016  [2018-10-21]. （原始内容存档于2018-08-29）.

## 外部連接
- （英文）—mbda.net
- （英文）—WeaponSystems.net—ERYX （页面存档备份，存于）
- （法文）—defense.gouv.fr（页面存档备份，存于）
- （法文）—defense.gouv.fr（页面存档备份，存于）
- YouTube——Video of ERYX in action with the Canadian Forces（页面存档备份，存于）
- YouTube—Short documentary of the ERYX with the French Army（页面存档备份，存于）